# شعيب البوش
شعيب البوش وادٍ،  في غرب ناحية بصية بقضاء السلمان بمحافظة المثنى بالبادية العراقية بجنوب العراق، فيه وعورة شديدة وحجارة، وفي شرقه منطقة طراك البوش، ومن شعيب البوش إلى الغرب هناك درب الخائف ثم هدانية ثم مدينة السلمان،

## وصلات خارجية
- موقع شعيب البوش وطراك البوش شرق المنيعية شرق السلمان